# Andromon
Andromon (japanski: アンドロモン) je fiktivni lik iz Digimon franšize koji se pojavljuje u prve tri sezone animea. Andromon je dobroćudni Android Digimon na Ultra levelu čije ime dolazi od izraza android. Andromon je iznimno jak Digimon - jedan njegov napad može u jednom potezu svladati bilo kojeg Digimona ispod Ultra levela, a sposoban je i nositi se s nekim Mega Digimonima (npr. Machinedramon). Andromon je napravljen kao prototip Kiborg Digimona, a mehanički bazirani Andromon proizveden je istovremeno kad i organski bazirani kiborg, Boltmon. Jedan dio njegove tehnologije primijenjen je i na MetalGreymona i Megadramona. Kao prototip, izvorni Andromon nije posjedovao ni vlastitu volju ni emocije, zbog čega je bio slijepo odan svom programeru. Ubrzo je updatean pomoću koda pronađenog u programu jednog od kasnijih Andromona, onog kojeg su djeca srela na Otoku File, a snaga samog programa varira od primjerka do primjerka.

## Pojavljivanja

### Anime

#### Digimon Adventure
Andromon se prvi puta pojavljuje kada djeca dolaze do Misteriozne tvornice. Istražujući prostor, pronađu Andromona zarobljenog u mehanizam zupčanika i bez svijesti. Želeći ga osloboditi, slučajno aktiviraju mehanizam koji u Andromonovu nogu ubaci Crni zupčanik. Andromon se budi i, pod utjecajem zupčanika, napada djecu koja počinju bježati po tvornici. Iako se nadaju bijegu, Andromon, kao zaštitinik tvornice, nema većih problema prilikom lociranja "uljeza". U konačnici dolazi do borbe između Andromona i Greymona i Garurumona, dvojice Champion Digimona. No, kako je Andromon na Ultra levelu, koji je level iznad Championa, nema apsolutno nikakvih poteškoća u svladavanju dvojice Digimona. Tada Izzyjev Tentomon Digivoluira u Kabuterimona i suoči se s Andromonom. Iako ga ne može poraziti, uz Izzyjevu pomoć otkrije prisutnost zupčanika i lansira svoj napad na Andromonovu nogu. Crni zupčanik se uništi, Andromon se ispriča djeci i pokaže im put kroz kanalizaciju koji će ih odvesti dalje do Grada Igračaka. 
Kada su Gospodari tame iskoristili odsutnost djece kako bi preuzeli kontrolu nad Digitalnim svijetom, Andromon je ostao u podzemlju Machinedramonove regije kao predvodnik pokreta otpora protiv Machinedramona i njegove vojske. Tai i Izzy ga prvi put susreću u podzemnom prolazu, no isprva ga ne prepoznaju. Nakon toga insceniraju sukob i sakriju se iza metalnih vrata, čekajući da vide o kome se radi. Kada se ovaj približi, prepoznaju Andromona koji im objašnjava svoju ulogu. Nakon toga pokušava locirati ostata grupe, no njegovo "Dolaze!" odnosilo se na dolazak Machinedramona, koji je od WaruMonzaemona dobio podatak gdje se djeca nalaze. Ubrzo dolazi i ostatak grupe i oni zajedno kreću u borbu s Machinedramonom, no čak ni njihove zajedničke snage nisu dovoljne. Tek ga WarGreymon uspijeva poraziti. Nestankom njegove regije, Andromon se pridružuje djeci prilikom uspinjanja na Spiralni brijeg. 
Prilikom sukoba s LadyDevimon, Andromon je jedan od onih koje je Angewomon potjerala, želeći se sama obračunati s Piedmonovom desnom rukom. Prilikom promatranja borbe i slušanja Karinih povika, Andromon i Izzy komično komentiraju i gledajo poprilično zbunjeno na cijeli prizor. Kasnije, kada se pojavi sam Piedmon, Andromon kreće u borbu, no, iako se dobro držao, nije imao previše izgleda protiv snažnog Gospodara tame. Ubrzo ga je Piedmon pretvorio u privjesak za ključeve, zajedno s ostatkom djece i Digimona. U tom je obliku ostao sve dok ga MagnaAngemon nije vratio u njegov pravo oblik, a tada je pomogao djeci obračunati se s Piedmonovim Vilemonima. Prilikom njihovog sukoba s Apocalymonom ostao je u Digitalnom svijetu, a nakon njegovoga pada, otišao je zajedno s djecom u Grad vječnog početka gdje je napravio fotografiju djece, Digimona i svih saveznika koji su pomogli u borbi s Gospodarima tame.

#### Digimon Adventure 02
Andromon se pojavljuje kao načelnik Metalnog grada, iznimno moderniziranog grada usred pustinje koji je od pijeska izoliran debelim metalnim zidom i staklenom kupolom. Kako se u gradu nalazi Crni toranj, djeca su odlučila osloboditi grad, no prvi pokušaj nije bio uspješan. Prilikom povratka, Kari i Gatomon ostaju zatočeni u gradu. Ostala djeca uskoro se vraćaju u grad i načelno nemaju većih problema dok se ne pojavi Andromon pod utjecajem Crnog prstena. Nijedan Armor Digimon nije dorastao njegovim napadima, čime se nanovo demonstrira njegova snaga, a on sam nema problema prilikom svladavanja istih. Shvativši kako ga u borbi neće moći pobijediti, djeca pokušavaju verbalno pridobiti Andromona, apelurajući na njegovo sjećanje. Iako polako kreće prema njima, počinje uočavati neke detalje sa zajedničke slike koju je napravio s djecom i drugim Digimonima nakon Apocalymonovoga pada, čime se njegovo sjećanje postepeno vraća. No, svojim daljnjim napredovanjem on zgrabi Kari i podigne ju iznad sebe. Karino uvjeravanje i suze, koje padaju na Crni prsten, konačno uspiju neutralizirati učinek Crnog prstena. Andromon ponovo oblikuje spomenutu sliku u cijelosti i razbije Crni prsten svojim rukama. Nakon toga svojim granatama uništi Crni toranj. Andromon se ispriča djeci na svom ponašanju i oprašta se s njima, obećavajući kako će ostati zaštitnik grada. 
Nakon ove epizode, Car Digimona shvatio je kako Crni prstenovi neće biti dovoljni za kontrolu Ultra Digimona.

#### Digimon Tamers
Nakon što bivaju odvojeni od ostatka grupe, Rika Nonaka i njezina grupa nailaze na ozlijeđenog Andromona. Od njega saznaju priču o selu Gekomona, malenoj zajednici spomenutih Digimona koje teriroizira Orochimon i forsira ih da mu rade sake kako im on ne bi uništio selo. Andromon je pokušao zaštiti Gekomone i poraziti Orochimona, no nije mu pošlo od ruke, nakon čega je ozlijeđen, a Gekomoni su ga zamrzili jer im je donio samo probleme. Djeca ozlijeđenog Andromona odvedu do sela i mole Gekomone da im posude malo podatkovnih paketa s kojima bi izliječili Andromona. Nakon kraćeg negodovanja, Gekomoni pristaju. Djeca izliječe Andromona, no on je svejedno toliko slab da više ne može zadržati Ultra level i de-Digivoluira u Guardromona. Uskoro će se pokazati kako je Guardromon Kazuov novi partner, no Andromon se, iako je bilo moguće da Kazu to izvede uz pomoć Plave karte, više nije pojavljivao, što hoće reći da je Guardromon do kraja animea (kada se vratio natrad u Kapurimona) ostao na Champion levelu.

#### Digital Monster X-Evolution
Andromon je jedan od mnogih Digimona koji se sastaje sa X-Digimonima kako bi raspravili o Yggdrasilovim planovima. No, uskoro se ispostavi kako je Andromon dvostruki agent koji sve informacije odaje Yggdrasilu i Kraljevskim vitezovima. Kada se pojavi Omnimon i napadne X-Digimone, Andromon je siguran da je donio pravu odluku, no kada on napadne i njega, shvati kako su WarGreymon X i ostali bili u pravu. Ubrzo WarGreymon X napadne Omnimona, nadajući se kako će ga zaustaviti, no ovaj odbije napad bez većih problema. Napad se odbije i pogodi Andromona, koji s ironičnim smješkom, shvativši da je naivno vjerovao Yggdrasilu, umire pogoćen snažnim napadom.

### Manga

#### Digimon Next
U ovoj mangi, Andromon je jedan od Mudraca Digitalnog Svijeta, a predsjeda Light Cityjem. Ujedno je i nositelj Strojne DigiMemorije. Pružio je zaštitu Izabranoj djeci kada im je bilo potrebu, a imao je i veliku ulogu u pomoći Juu Inuiju, kojemu je, objašnjavajući kako Digimoni preživljavaju unatoč svojim slabostima, uspio vratiti samopouzdanje. Na kraju ipak pogiba od strane Chaosdramona, no prije toga uspijeva pretvoriti Juuov Digimon Mini u Digivice iC.
Kasnije se pojavljuje kao projekcija nastala iz NEOve mehaničke ruke. Andromon objašnjava kako je u njegovu DigiMemoriju ugradio virus koji će prijašnjim vlasnicima omogućiti da utječe na tu DigiMemoriju. 

### Igre

#### Digimon Adventure: Anode/Cathode Tamer
Andromon je varijabilni Digimon koji nanosi štetu jednom protivničkom Digimonu. 

#### Digimon Adventure 02: Tag Tamers
Andromon se može dobiti Digivolucijom iz Tankmona u liniji 43.

#### Digimon Tamers: Brave Tamer
Andromon je jedan od redovitih neprijateklja u domeni Dark Takato's Crevasse. Njegova krata, koja novi naslov "PF Critical III", karta je ranga 4 koja ima sposobnost, kada se priroda Digimonu, povećati nanešenu štetu. 

#### Digimon World
Andromon se može dobiti Digivolucijom iz Meramona, Centarumona, Ogremona, Leomona ili Angemona. Divlji Andromon upravitelj je Factorial Towna i potpuno je nesvjestan činjenice da gradom hara Giromon koji sabotira podatke. Kada igrač porazi Giromona, Andromon se ispriča i počinje vraćati izgubljene podatke. Kasnije se povremeno pojavljuje po File Cityju gdje komentira ljepotu tog grada. 

#### Digimon World 2
Andromon je jedan od mnogih Ultra Digimona koji se mogu naći u divljini. Digivoluira iz Angemona, a dalje može Digivoluirati u Seraphimona. 

#### Digimon World 3
Andromon se može susresti u Asuka's West Sectoru, u domeni Dum Dum Factory. Njegovi napadi mogu paralizirati igračevog Digimona, a on sam je slab na vodene i strujne napade. U PAL izdanju igre, Andromon se može pronaći u podzemlju regije Amaterasu's Circuit Boards, nakon što igrač porazi Galacticmona. Dostupan je kao smeđa Ultra karta sa statistikom 31/29.

#### Digimon Digital Card Battle
Andromoni (svaki od njih ima drugačiji izgled lica) se pojavljuju u Fusion Shopovima po brojnim gradovima u igri. Andromon karta pripada Mračnim kartama i može se dobiti u Veemon starter decku. Ima HP 1600, napad na krugu 690, napad na trokutu 590 i napad na križiću 160. Njegov dodatni učinak omogućuje povećanje napada za 400, ali prepolavljanje HP-a. 

#### Digimon World DS
Andromon Digivoluira iz Guardromona, a dalje može Digivoluirati u HiAndromona. Kao divlji Digimon može se pronaći u regiji Hard Mountains.

#### Digimon World Dawn/Dusk
Andromon Digivoluira iz Guardromona na 35. levelu s napadom od 165 i 80% prijateljstva, a dalje može Digivoluirati u HiAndromona. U Dusku, Andromon se pojavljuje u regiji Chaos Brain, a može se susresti i u regiji Dark N. Dodavalje "Cool" Andromona u igračevu farmu otvara dodatni zadatak u Dusku kada se zadovolje ostali uvjeti. 

#### Digimon Battle
Andromon Digivoluira iz Guardromona na 31. levelu, a dalje, na 41. levelu, Digivoluira u HiAndromona.

## Sposobnosti
- Spiralna sablja (Spiral Sword) - akumulira energiju u desnoj ruci, koja se u međuvremenu rotira, i ispali energetsku sablju na protivnika
- Ulančani napad (Gatling Missiles) - iz torza ispali dvije granate koje slijede metu dok ne puknu
- Produžena ruka - probada protivnika svojom sabljom na ruci
- Slaba pljuska - napada blažim elektrošokom

## Zanimljivosti
- Andromon je prvi Ultra Digimon (i prvi iznad Champion levela) koji se pojavio u animeu.
- Andromon je, uz Leomona, jedini Digimon koji se pojavio u prethodnim sezonama (Adventure i 02) da bi kasnije postao partner Digimon jednom od Izabrane djece (Tamers).

## Vanjske poveznice
Andromon na Digimon Wiki